# خاویر پونتوکوت
خاویر پونتوکوت (انگلیسی: Xavier Pentecôte؛ زادهٔ ۱۳ اوت ۱۹۸۶) بازیکن فوتبال اهل فرانسه است.
از باشگاه‌هایی که در آن بازی کرده‌است می‌توان به باشگاه فوتبال باستیا، باشگاه فوتبال نیس، و باشگاه فوتبال تولوز اشاره کرد.